# Мадемуазель Ла Фонтен
Мадемуазе́ль Ла Фонте́н или де Ла Фонтен (фр. Mlle Fontaine; La Fontaine; de La Fontaine; 1655, Париж — 1738, Париж) — французская танцовщица, самая первая профессиональная женщина-балерина.
Балет, зародившийся из мужского занятия — фехтования, считался исключительно мужским видом представлений, а женские роли исполнялись юношами и молодыми мужчинами; женщины-танцовщицы появились лишь во второй половине 17 столетия. 
Считается, что самой первой стала француженка мадемуазель Ла Фонтен. Это была первая женщина, которая упомянута в хрониках как профессиональная танцовщица.

## Биография
Родилась в Париже в 1655 году. О первой половине её жизни ничего не известно.
Её имя до настоящего времени не сохранилось — по французской традиции официального представления обозначалась только фамилия с формой обращения, употребление имени долгое время применялось только между близкими людьми, официально же — считалось невежливым и сродни амикошонству.
Слава мадемуазель Ла Фонтен началась весной 1681 года на сцене Парижской Оперы спектаклем «Триумф любви» (Le Triomphe de l’Amour) на музыку композитора Люлли, где впервые все женские роли исполняли женщины; именно тогда м-ль Ла Фонтен выступила в сольном танце как профессиональная балерина, что стало огромным новшеством времени. За четыре месяца до того, 21 января 1681 г. это представление, хореографами и главными исполнителями которого выступили Пьер Бошан и Луи Пекур, состоялось в замке Сен-Жермен при дворе Людовика XIV и королевы, в нем принимали участие как профессиональные танцоры, так и вельможи двора, в том числе королевская семья, а лишь затем оно было перенесено на публику.
Энциклопедия «Британника» отмечает, что м-ль Ла Фонтен также работала в других постановках на этой сцене: «Persée», «Amadis», «Didon», «Le Temple de la paix». Называются и другие постановки с её участием: «Phaéton» (1683, хореограф Пьер Бошам) и «Acis et Galatée» (1686, хореограф П.Бошам).
Это было время, когда балет как вид искусства только зарождался, и ни о какой балетной технике и речи быть не могло, поскольку её еще не существовало. Движения танцоров были скованы обязательными тяжелыми длиннополыми костюмами, а само женское исполнение считалось вспомогательным, основная роль в балете конца 17 века все равно отводилась мужскому танцу. Тем не менее её выходы даже в небольших ролях, полные изящества и грациозности, покоряли зрителей, которые в течение двадцати лет её работы в Парижской Опере называли её «королевой танца» — reine de la danse.
После завершения карьеры в 1693 году м-ль Ла Фонтен удалилась в монастырь.
Скончалась в 1738 году в Париже.

## Память
Портрет Делафонтен с обозначением года её дебюта (1681) работы художника Гюстава Буланже располагается на фризе Танцевального фойе Гранд-Опера среди других двадцати портретов выдающихся танцовщиц Оперы конца XVII — середины XIX веков.